# 戴嘉文
戴嘉文（1977/1978年—），加拿大政治人物，2020年-24年間以卑詩新民主黨黨員身份擔任卑詩省議會蘭里東選區議員。

## 生平
戴嘉文從澳洲麥覺理大學取得國際關係碩士學位，曾任職顧問公司常務總監，並於卑詩省蘭里區擁有家禽農場。她曾任蘭里區家長諮議會主席，2011年卑詩省地方選舉中當選蘭里教育局學務委員，2014年連任後出任該局副主席，2018年連任後則出任主席。
她於2020年9月30日取得蘭里東選區的卑詩新民主黨候選人提名，在同年10月省選中當選該區省議員，2022年12月則獲省長尹大衛任命為社區發展及非牟利團體議會秘書。蘭里東選區於2024年省選前解散重組，戴嘉文於新設的蘭里核桃林選區競逐連任，但敗予保守黨候選人范波普塔（Misty Van Popta）。
她與兩名子女居於蘭里區的蕨嶺社區。